# Tony Coe
Pour les articles homonymes, voir Coe.
Anthony George Coe, dit Tony Coe (né le 29 novembre 1934 à Canterbury en Angleterre et mort le 16 mars 2023), est un compositeur et musicien britannique de jazz (clarinette, clarinette basse, saxophone ténor).

## Récompense
En 1995, Tony Coe reçoit le prix Jazzpar, prix danois récompensant un musicien de jazz pour sa carrière.